# Tallium-szulfát
A tallium-szulfát szervetlen vegyület, a kénsav talliumsója, képlete Tl2SO4. Erős méreg, benne a tallium oxidációs száma +1. Létezik tallium(III)-szulfát is, melyet laboratóriumokban használnak.

## Előállítása
Tallium és kénsav reakciójával állítható elő:
{\displaystyle \mathrm {2\ Tl+H_{2}SO_{4}\longrightarrow Tl_{2}SO_{4}+H_{2}} }

## Tulajdonságai
Fehér, nem gyúlékony, szagtalan szilárd anyag. Hevítés hatására tallium- és kén-oxidok keletkezése közben bomlik. Kristályszerkezete rombos, a kálium-szulfátével izomorf (a = 7,808; b = 5,929; c = 10,665 Å). Vizes oldatban a szulfátionok és a talliumionok egymástól különálló, erősen szolvatált ionokként vannak jelen.

## Felhasználása
Az előző két évszázadban használták az orvoslásban, de ma már ilyen célra nem alkalmazzák. Az 1920-as évek középétől az 1970-es évekig rágcsálóirtóként („patkányirtó”) használták, például a Bayer AG Zelio-Giftkörner (Giftweizen; hatóanyag: 2% tallium-szulfát) és Zelio-Paste (hatóanyag: 2,5% tallium-szulfát) termékeiben.  Ma a modernebb patkányirtószerek miatt ritkán alkalmazzák. Használatát az USA-ban 1975-ben betiltották, mivel nem szelektíven mérgező. Gátolja a növények csírázását. A laboratóriumokban főleg Tl+ forrásnak használják. Az infravörös fény hatására nagy elektromos vezetőképességet mutató tallium-szulfid (Tl2S) előállításának alapanyaga.

## Toxicitása
Vízben oldódó vegyület, mérgező hatását a Tl+ kation okozza. Felnőtt ember számára körülbelül 1 gramm a halálos dózis. Mivel a tallium-szulfát fehér szagtalan por, könnyen összetéveszthető más kémiai vegyületekkel. A szervezetbe lenyelés vagy belégzés révén, illetve a bőrrel érintkezve juthat be. A  Tl+ nagyon hasonlít a nátrium és kálium kationhoz, melyek nélkülözhetetlenek az élethez. A Tl+ sejtbe kerülve gátolja a nátrium-kálium-ionpumpa működését. Toxicitása miatt sok nyugati ország betiltotta a tallium-szulfát otthoni használatát, és sok cég befejezte a használatát. 
500 mg feletti dózis beszámolók szerint halálos. A vesében, a májban, az agyban és egyéb szövetekben koncentrálódik.
Izraelben rágcsálóirtóként használták, a gyanú szerint emiatt halt ki az 1950-es években a barna halászbagoly.

## Fordítás
Ez a szócikk részben vagy egészben  a   Thallium(I)-sulfat című német Wikipédia-szócikk fordításán alapul.  Az eredeti cikk szerkesztőit annak laptörténete sorolja fel. Ez a jelzés csupán a megfogalmazás eredetét és a szerzői jogokat jelzi, nem szolgál a cikkben szereplő információk forrásmegjelöléseként.
Ez a szócikk részben vagy egészben  a   Thallium(I) sulfate című angol Wikipédia-szócikk ezen változatának fordításán alapul.  Az eredeti cikk szerkesztőit annak laptörténete sorolja fel. Ez a jelzés csupán a megfogalmazás eredetét és a szerzői jogokat jelzi, nem szolgál a cikkben szereplő információk forrásmegjelöléseként.